# Bacsó Bálint
Bacsó Bálint (Batsó Bálint) (Debrecen, 1786. február 12. – Debrecen, 1854. április 17.) orvos, állatorvos.

## Élete
Középiskoláit szülőföldjén a református főiskolán végezte, a Pesti Egyetemen 1811. augusztus 23-án gyógyszerészi oklevelet szerzett, és szülővárosában gyógyszertárat nyitott. Ezt azonban később másra bízta, Bécsbe ment és 1826. november 26-án az ottani egyetemen a vegytan doktora lett. Ez után Pesten az orvosi pályán folytatta tanulmányait. 1830. június 21-én a fogorvosi, június 22-én a szülészi, június 23-án az állatorvosi végzettséget szerzett; június 27-én orvos lett; augusztus 18-án a sebészet-, augusztus 30-án a szemészet mesterévé avatták. Ezek után a nagy hírű orvosnak, Stahly Ignácnak lett az asszisztense; kevéssel azután Debrecenben telepedett le mint gyakorló orvos. 1836-ban a frauendorfi kertésztársulatnak, 1842-ben a Pest-Budai Orvosegyesület tagjává választották.

## Munkái
- Historisch chemische Betrachtung über die Wurzel des männlichen Farnkrauts. Wien, 1826. (Latin címmel is.)
- Dissertatio chemico-pharmacologico-medica sistens praeparata quaedam aevo recentiori in usum medicum vocata, simul cum dosi et aplicationis forma. Pestini, 1830. (Latin és magyar szöveggel.)
- Lefordította Ernst von Houwald Hazajövetel (Die Heimkehr) című szomorújátékát, mely a Nemzeti Színház levéltárában megvan kéziratban.